# Afglijdingsmassa

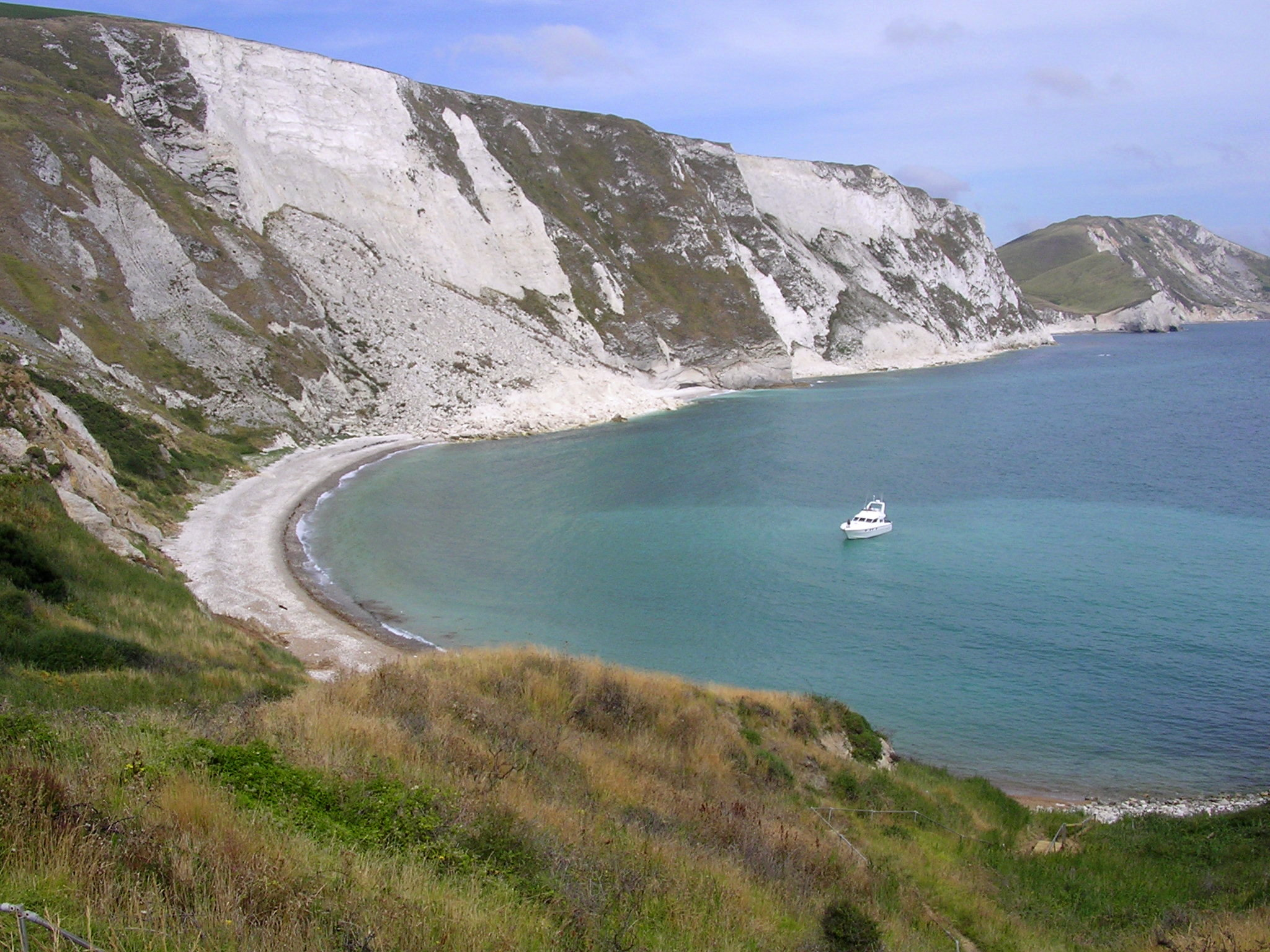
Afglijdingsmassa's in het krijtgesteente van de Engelse zuidkust. Mupe Bay, Dorset.

Een afglijdingsmassa (Engels: slump) is een vorm van massabeweging, waarbij een intern redelijk consistente massa gesteente of ander materiaal een bepaalde afstand langs een helling naar beneden glijdt.
De beweging van de massa heeft meestal een rotatiecomponent, die verticaal op het oppervlak of de gelaagdheid staat. De beweging vindt vervolgens over een gekromd (concaaf) vlak plaats, dat de scarp genoemd wordt. Als het materiaal uit een bodem bestaat zal het vlak waarover de beweging plaatsvindt meestal het grensvlak tussen bodem en regoliet of bedrock zijn. Scarps vormen vaak steile landvormen die kliffen genoemd worden.
De bewegende massa kan intern gedeformeerd worden, voornamelijk door ductiele deformatie. Het resultaat zijn overkiepte plooien, die wel sheath folds (Nederlands: "coconplooien") genoemd worden. De buitenkant en vorm van de massa blijft bij een afglijdingsmassa echter, in tegenstelling tot een aardverschuiving, redelijk gelijk, vooral de bovenkant. Aan de onderkant van de massa kunnen echter kleine geplooide rimpels vormen.
Afglijdingsmassa's kunnen beginnen als gevolg van aardbevingen, die zorgen dat een helling instabiel wordt en instort. Ook zware, aanhoudende regen kan afglijdingsmassa's veroorzaken. De regen zorgt voor verzwakking van de grenslaag tussen een bodem en de regoliet, zodat beweging makkelijker wordt. Bovendien zal een met grondwater verzadigde bodem zwaarder zijn en sneller beginnen te bewegen. Afglijdingsmassa's kunnen ook onder water langs hellingen plaatsvinden, bijvoorbeeld langs de continentale helling of andere hellingen onder water. Deze submariene afglijdingsmassa's kunnen tsunami's veroorzaken.
Net als andere massabewegingen kunnen afglijdingsmassa's schade veroorzaken, bijvoorbeeld aan elektriciteitskabels, wegen, bebouwing en andere door mensen gemaakte structuren. Het stapsgewijs afkalven van kliffen door afglijdingsmassa's kan tot gevolg hebben dat structuren bovenaan de klif vernietigd worden of instorten.